# Estación Aguará
Aguará es una estación de ferrocarril ubicada en la ciudad de General Daniel Cerri en el Partido de Bahía Blanca, Provincia de Buenos Aires, Argentina. Pertenece al Ferrocarril General Roca en su ramal entre Constitución, Bahía Blanca y Patagones.

## Historia
Esta línea férrea, se originó en la concesión que, el gobierno de la Provincia otorgó al Sr. Eduardo E. Shaw, en el año 1906, para unir a las ciudades de Bahía Blanca y Carmen de Patagones. El Ferrocarril Pacífico adquirió los derechos de construcción y explotación de esta línea, el 19 de febrero de 1908 y su construcción comenzó en el año 1910 en la estación Bordeu (Empalme Bordeu) del Ferrocarril Bahía Blanca al Noroeste.
La empresa del FCBAP no demostró, aparentemente, tener gran entusiasmo por iniciar la construcción de este ramal y, desde sus orígenes, recibió la crítica de la prensa local, como lo manifestaba la siguiente crónica, del diario El Censor, del jueves 27 de abril de 1910: “El 23 del corriente, se venció el plazo para que la empresa del FCP, comenzara los trabajos del ramal a Patagones, de los que días antes había construido unos 120 m de terraplén en la parte que cruza la línea del FCS (vía Neuquén), trabajos que se llevaron a cabo, al parecer, con el objeto de conformar al inspector nacional a cargo de las obras pues, desde entonces, ellos se encuentran en la más completa paralización y abandono, en perjuicio de importantes intereses del país y del público a quienes se amenaza con dos nuevos años de plazo para la continuación de aquellos, después de lo cual habrá, seguramente, un nuevo paréntesis”...
En realidad no poca razón tenía el escepticismo de la crónica, ya que, recién para el 30 de julio de 1912 la primera estación, Aguará, en el km. 5, quedaba habilitada al servicio público, o sea, a más de un año del comienzo de las obras. En esta última, se desembarcaba hacienda para el frigorífico Sansinena, en el pueblo de Cuatreros (después Cerri), tarea que comenzó a efectuarse en Aguará, desafectándose Villa Olga para el tráfico ferroviario. Además contaba con casa de familia para el jefe de estación y para el personal auxiliar, galpón de carga y descarga, desembarcadero de animales y dos ramales férreos, uno que la conectaba con el frigorífico donde se cargaban los vagones del tren, que luego dejaban el producto en todos los mercados. El otro ramal, la conectaba con el lavadero de lanas Soulas (más tarde Lanera Argentina) para el ingreso y egreso de vagones con lana.
Después de la habilitación mencionada, los trenes locales correrían hasta la estación Aguará, en lugar de hacerlo hasta la Estación Villa Olga.
Con el empalme ferroviario con Cerri y con Bordeu le daba al sector la posibilidad de enviar y recibir de todo el país mercaderías, cereales, hacienda y productos industriales.

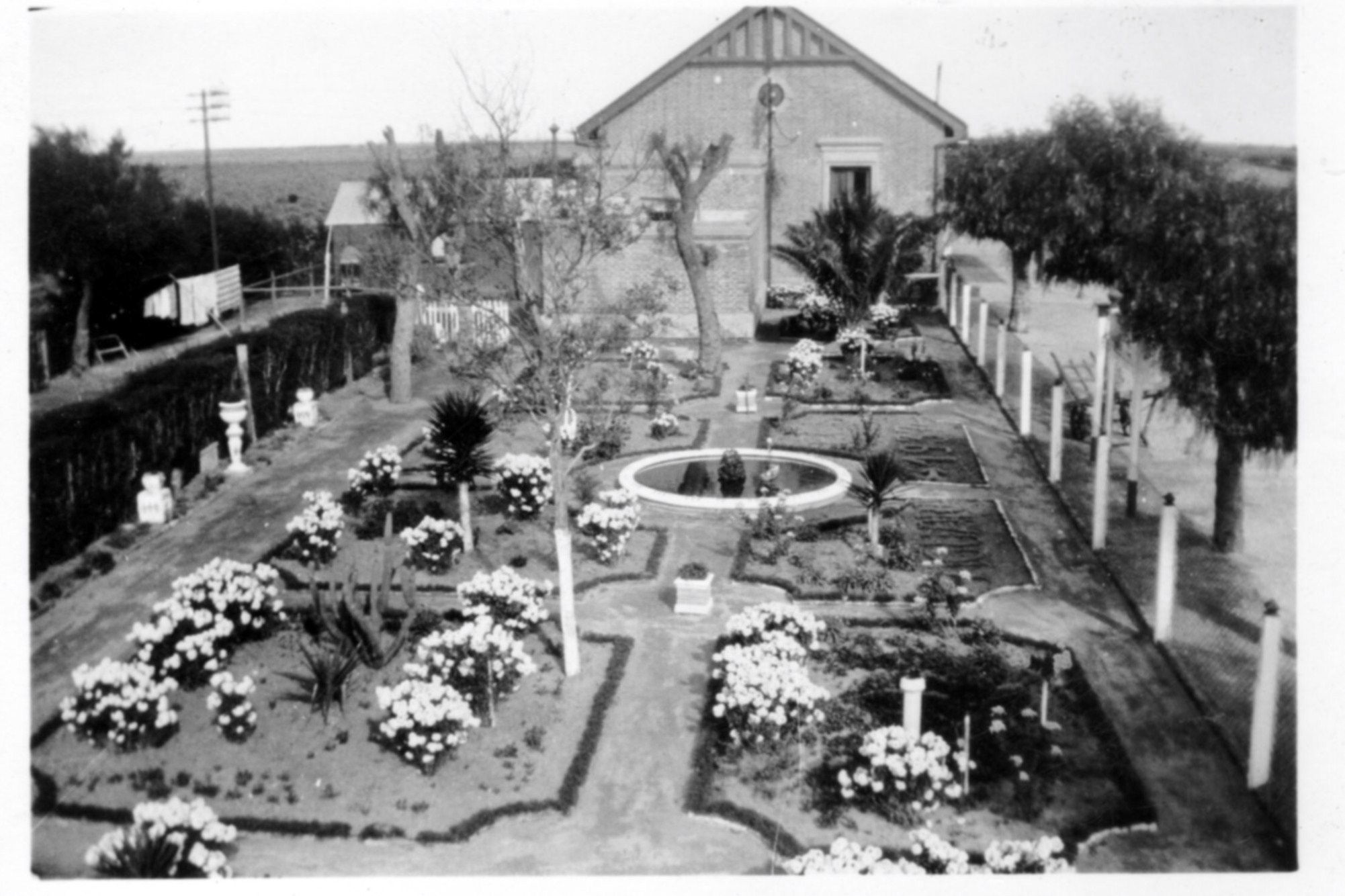
Vista del patio jardín de la estación en 1938.

En agosto de 1947, comenzó a regir un nuevo servicio ferroviario entre la ciudad de Bahía Blanca y la Estación Aguará de la localidad de Gral. Daniel Cerri. Utilizando el ramal ferroviario que unía la estación con el frigorífico Sansinena, los empleados bahienses podían llegar por este medio hasta las puertas del mencionado establecimiento.
La puesta en servicio del tren fue muy bien recibida por los trabajadores, que tomaban el convoy en la Estación Bahía Blanca, de la avenida Cerri al 800, a las 6.10, luego paraba en la Estación Spurr de Villa Rosas a las 6.16, en proximidad de Maldonado a las 6.28, arribando a la Estación Aguará a las 6.40.
Por otra parte, unos minutos antes de su partida llegaba a la Estación Sud un tren proveniente de la Estación Noroeste (calle Sixto Laspiur al 200), con obreros para abordar la formación.
Hasta comienzo de 1990, el movimiento de pasajeros se efectuaba a través del tren que unía las ciudades de Bahía Blanca y Patagones y en menor proporción utilizaba el servicio de Plaza Constitución – Bahía Blanca – Estación San Carlos de Bariloche. La privatización de los ferrocarriles hizo que estos servicios perdieran vigencia y desaparecieran.

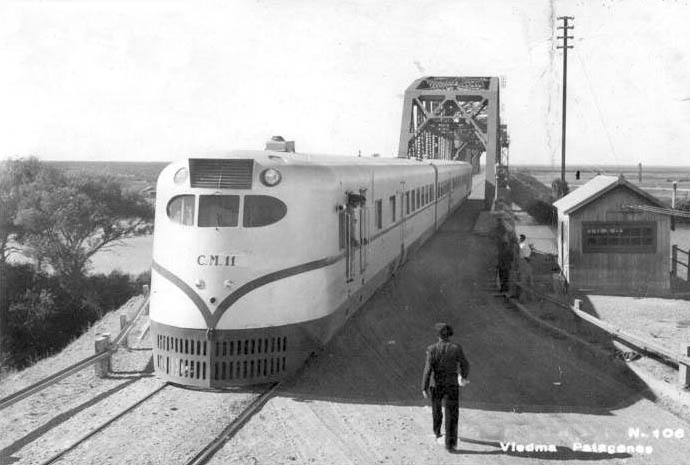
Tren cruzando el Río Negro rumbo a Bariloche año 1938.

Desde agosto del 2010, que se rehabilitó el servicio se volvió a unir Bahía Blanca con Stroeder, en el sur provincial y todavía resta liberar los últimos 80 kilómetros del ramal que llega hasta Carmen de Patagones. La empresa estatal de la provincia Ferrobaires informó que los trabajos de limpieza continúan lentos pero a buen ritmo ya que en algunos lugares la vía, a causa de los fuertes vientos y la gran sequía quedó sepultada por hasta 3 metros de arena. En abril de 2011 fueron cancelados estos servicios, llegando los trenes de Constitución sólo hasta Bahía Blanca.

### Ramal Constitución - Bahía Blanca - Carmen de Patagones
Cumple un servicio suburbano diario de larga distancia traccionado a diésel entre la Plaza Constitución (Capital Federal) hacia la ciudad de Bahía Blanca realizándolo por vía Lamadrid y por vía Pringles.
Cuenta con 25 estaciones. Varios servicios terminan en la estación Olavarría y otros en la estación Bahía Blanca
Hasta enero de 2010 se prestaban servicios hacia la ciudad de Carmen de Patagones los días viernes. Desde esa fecha hasta marzo de 2011 corría entre Bahía Blanca y Stroeder, a partir de entonces, ese trayecto se encuentra cancelado.
- Ramal Bahía Blanca - Carmen de Patagones